# Omar Bongo
Pour les articles homonymes, voir Bongo (homonymie).
Omar Bongo Ondimba, né Albert-Bernard Bongo le 30 décembre 1935 à  Lewaï et mort le 8 juin 2009 à Barcelone, est un homme d'État gabonais. Il est président de la République gabonaise du 2 décembre 1967 à sa mort, le 8 juin 2009, après avoir été vice-président sous le mandat de Léon Mba. Son fils Ali Bongo lui succède à la présidence.
Installé au pouvoir par le général de Gaulle et Jacques Foccart, Omar Bongo est considéré comme une des principales figures de la Françafrique. Sous sa présidence, le Gabon est utilisé pour les opérations militaires secrètes menées par la France en Afrique, comme la livraison par voie aérienne d'armes aux sécessionnistes lors de la guerre du Biafra au Nigeria à la fin des années 1960, ou la tentative de coup d’État au Bénin contre le président Mathieu Kérékou en 1976. Le pays accueille également les mercenaires de Bob Denard. D'autre part, Omar Bongo permet à des entreprises françaises d’exploiter les ressources gabonaises dans des conditions très favorables et finance de façon occulte des partis politiques français.
Le nom d’Omar Bongo est associé à de nombreux scandales financiers et de malversations tels que l’affaire Elf, ou encore l’affaire dite des « biens mal acquis ». Sa fortune personnelle est estimée à plusieurs centaines de millions d'euros. Elle comprend des biens immobiliers, des parts dans des sociétés et divers comptes bancaires, notamment à Monaco.

## Biographie

### Débuts
Albert-Bernard Bongo naît à Lewaï, dans la province du Haut-Ogooué. Il est le benjamin d'une famille d'agriculteurs de douze enfants, issue des ethnies Teke du Congo-Brazzaville (le Congo et le Gabon formant à l'époque une même entité) et Obamba. Sa famille paternelle se nomme Ondimba et maternelle Ebori. À sept ans, il perd son père, puis, à douze ans, sa mère. Il effectue ses études primaires et secondaires au Congo.  
En 1952, il rejoint Brazzaville où il devient employé des PTT. À cette époque, il est initié à la franc-maçonnerie, sur les conseils d’un inspecteur des postes. En 1955, il fait la connaissance à Franceville de Louise Mouyabi Moukala ; de cette liaison naîtra Pascaline Bongo, sa première fille, en 1956. 
Après son service militaire (de 1958 à 1960), qu'il conclut au grade de lieutenant, il rejoint l'armée de l'air, puis les services secrets français, tout en intégrant les PTT de Libreville. C'est durant son service militaire qu'il devient père de son deuxième enfant, Ali Bongo[réf. nécessaire].
En s'impliquant dans les élections législatives de 1961, il est repéré par Jean-Hilaire Aubame, ministre des Affaires étrangères, qui l'intègre à son cabinet. Le président Léon Mba le repère alors à son tour, et lui confie la direction-adjointe, puis, en octobre 1962, la direction de son cabinet. 
En février 1964, Albert Bongo est arrêté et interné au camp Baraka de Libreville à la suite d'un coup d'État militaire visant à placer Jean-Hilaire Aubame au pouvoir. Très rapidement libéré par les forces françaises accourues au secours de Léon Mba, il restera néanmoins profondément marqué par cette expérience, au point de ne jamais accorder la moindre confiance à son armée tout au long de ses quatre décennies de pouvoir. 
En septembre 1965, il est nommé ministre délégué à la présidence, chargé de la Défense et des Affaires étrangères. Lorsque Léon Mba tombe gravement malade, le général de Gaulle et son éminence grise chargée des Affaires africaines, Jacques Foccart, décident, avec le soutien du président gabonais moribond, de faire d'Albert Bongo l'héritier du pouvoir. À cet effet, à la fin de l'année 1966, une modification de la Constitution instaure le poste de vice-président de la République, chargé de prendre la succession du chef de l'État en cas de vacance du pouvoir. La Constitution nouvelle prévoit que le président de la République et son vice-président sont élus ensemble sous la forme d'un ticket électoral. Au mois de mars 1967, le président Léon Mba est réélu avec pour vice-président le jeune Albert Bernard Bongo. Il accède à la présidence de la République gabonaise le 28 novembre 1967, à la mort de Léon Mba.

### Président de la République
En 1968, il fonde le Parti démocratique gabonais, socle du monopartisme jusqu'en 1990,.
La même année, il se fait baptiser dans le seul but d'obtenir une audience avec le pape Paul VI. En 1973, il se convertit à l'islam et devient El Hadj Omar Bongo. Pour certains, cette conversion ne fut qu'un moyen de se faire bien voir des pays de l'Organisation des pays exportateurs de pétrole, principalement à majorité musulmane, le Gabon étant producteur de pétrole.
En échange du soutien de l’Élysée, qui peut intervenir pour le destituer, Bongo consent à mettre à disposition de la France une partie des richesses du Gabon et en particulier son pétrole et son uranium, ressources stratégiques. Sur les questions de politique internationale, le Gabon s'aligne sur Paris.
Fin 1968, Omar Bongo, toujours sous l'influence de Jacques Foccart, est contraint par la France de reconnaître la pseudo-indépendance du Biafra (sud-est du Nigeria). Il doit même accepter que l'aéroport de Libreville serve de plaque tournante aux livraisons d'armes opérées en faveur du colonel Ojukwu (le dirigeant sécessionniste du Biafra). C'est aussi depuis le Gabon que les mercenaires de Bob Denard tentent de déstabiliser le régime marxiste-léniniste du Bénin.
Son principal opposant, Germain Mba, est assassiné en 1970 à Libreville, par deux mercenaires français. Rien, cependant, ne permet d'incriminer le président gabonais.

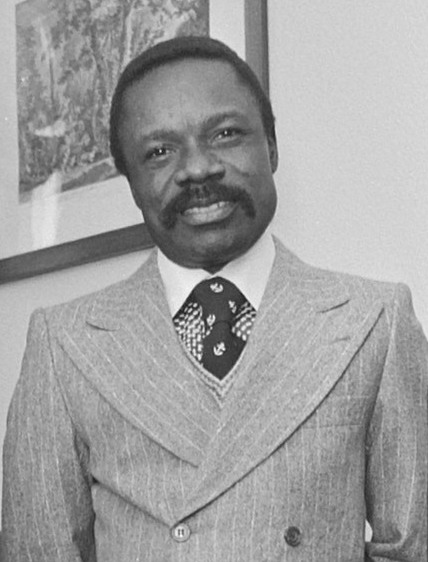
Omar Bongo en 1973.

En février 1973, Omar Bongo organise une première élection présidentielle, que, seul candidat, il remporte avec 99,6 % des voix. La même année, le choc pétrolier lui ouvre une décennie de prospérité (le cours du baril ayant explosé). Il en profite pour mener une politique d'infrastructures de grande envergure : créations de routes, de chemins de fer, de ports, d'Air Gabon, de centrales électriques mais aussi, nouveau palais présidentiel, Palais des conférences, Cité du 12 mars. La presse internationale parle en ce temps-là de « miracle gabonais ».
Malgré l'importante rente pétrolière, le politologue Thomas Atenga indique que « l’État rentier gabonais a fonctionné durant des années sur la prédation des ressources au profit de sa classe dirigeante, autour de laquelle s’est développé un capitalisme parasitaire qui n’a guère permis d’améliorer les conditions de vie des populations ».
En 1977, un nouvel opposant, le poète Ndouna Dépénaud, est assassiné dans des conditions mystérieuses. Une nouvelle fois, aucune preuve ne permet d'impliquer Omar Bongo.
Il est réélu président de la République gabonaise en 1979 : toujours candidat unique, il obtient 99,8 % des suffrages.  
Dans les années 1980, le Gabon est victime d'une crise économique qui oblige son président à faire appel à la France. Le Fonds monétaire international (FMI) critique alors durement la politique économique gabonaise. Cette situation délicate n'empêche toutefois pas Omar Bongo d'être réélu une seconde fois, en 1986, avec 99,97 % des voix.
En 1990, Omar Bongo, à la suite d'une grève générale initiée par une révolte étudiante, est néanmoins poussé à organiser une conférence nationale à l'issue de laquelle il accepte la restauration du multipartisme et diverses réformes démocratiques. Il nomme alors Premier ministre l'opposant Casimir Oyé Mba. Mais la mort, dans des circonstances encore obscures aujourd'hui, d'un autre leader de l'opposition, Joseph Rendjambé, relance la révolte. En septembre, des élections législatives, libres et transparentes, ne donnent qu'une faible majorité au Parti démocratique gabonais (PDG). En décembre 1993, il concourt à sa première élection présidentielle concurrentielle. Il est réélu au premier tour avec 51 % des suffrages, résultat non reconnu par les candidats de l'opposition.

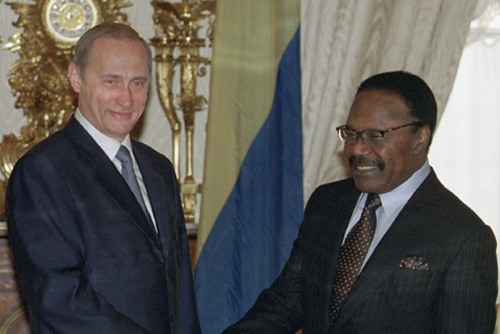
Omar Bongo en compagnie du président russe, Vladimir Poutine, en avril 2001.

En 1994, il s'oppose vainement à la dévaluation du franc CFA. 
En 1998, il est une nouvelle fois réélu, avec plus de 66 % des voix,.
Dans les années 2000, Omar Bongo profite d'une nouvelle flambée du prix du baril de pétrole. La dette extérieure gabonaise demeure cependant très importante. 
En 2004, il ajoute le nom de son père au sien et devient Omar Bongo Ondimba.
Il est réélu le 27 novembre 2005 avec 79,2 % des suffrages, selon les résultats officiels. L’opposition, avec à sa tête Pierre Mamboundou, a contesté ce scrutin.
Omar Bongo Ondimba a, durant toute sa présidence (près de 42 ans), dirigé le pays de façon très directe, monopartisme ou multipartisme important peu.

### Mort
Le 6 mai 2009, Omar Bongo Ondimba suspend ses activités pour se reposer et faire le deuil de son épouse, Édith Sassou Nguesso (fille du président du Congo, Denis Sassou Nguesso), décédée le 14 mars 2009, alors que des rumeurs circulent sur son propre état de santé.
À partir du 11 mai 2009, le président gabonais est hospitalisé dans un état grave mais stationnaire en Espagne, et non en France, sans doute du fait de l'affaire dite des biens mal acquis et des risques judiciaires qui en découlent. Selon la présidence gabonaise, Omar Bongo fait un simple bilan de santé, mais il serait en réalité traité pour un cancer,. Le Conseil national de la Communication gabonais s'indigne alors du traitement de l'information par les médias français « en diffusant des informations non officielles et alarmistes », des démentis repris par le Premier ministre français, François Fillon.
Le site Internet du magazine Le Point annonce sa mort le 7 juin 2009, mais le gouvernement gabonais avait alors démenti l'information, et convoqué l'ambassadeur de France, Jean-Didier Roisin.
Le 8 juin 2009, sa mort est confirmée par le Premier ministre, Jean Eyeghe Ndong. Le site visionafricaine.com, repris par infosplusgabon.com, émet l'hypothèse selon laquelle le président Omar Bongo serait mort le 7 mai 2009 ; sa mort n'aurait été rendue publique que plus tard pour des raisons politiques et familiales.
Ses obsèques nationales ont lieu le 16 juin 2009, en présence du président Nicolas Sarkozy, de l'ancien président Jacques Chirac et d'une quinzaine de chefs d'État d'Afrique francophone (Burkina Faso, Cameroun, Centrafrique, Congo-Brazzaville, République démocratique du Congo, Mali, Sénégal et Tchad). De nombreuses personnalités françaises dont le ministre des Affaires étrangères Bernard Kouchner, le secrétaire d'État à la Coopération Alain Joyandet, les anciens ministres Michel Roussin, Jean-Louis Debré et Jacques Godfrain s'inclinent devant le cercueil. Bruno Joubert, Robert Bourgi, Patrick Balkany, Loïk Le Floch-Prigent et l'ancien grand maître du Grand Orient de France, Alain Bauer, sont également présents.
Omar Bongo est enterré le 18 juin 2009 à Franceville, capitale du Haut-Ogooué, sa région natale.

## Relations avec la France
Installé par Jacques Foccart, secrétaire général de l'Élysée aux affaires africaines et malgaches de 1960 à 1974, il se lie d'amitié avec de nombreux dirigeants français de tous bords, et il est reçu à l'Élysée par le général de Gaulle, Georges Pompidou, Valéry Giscard d'Estaing, François Mitterrand, Jacques Chirac et Nicolas Sarkozy. Il reçoit couramment dans son bureau les principaux responsables politiques français et a la réputation de faire preuve de largesses sans souci de couleur politique. C'était, estimait-il, une façon de préserver l'avenir.
Les relations d'Omar Bongo ne sont pas très bonnes avec Valéry Giscard d'Estaing. Lors de sa présidence, ce dernier s'offusque auprès d'Omar Bongo du soutien financier occulte apporté à Jacques Chirac, son concurrent de l'époque à l'élection présidentielle française de 1981, par le président gabonais. Dans un document confidentiel des services secrets d'Elf daté de 1977, Omar Bongo « met tous ses espoirs en Jacques Chirac et pense qu'il faut continuer à l'aider ». Toutefois, il avait auparavant apporté son soutien à Valéry Giscard d'Estaing en couvrant, en 1977, la tentative française avortée de renverser le dirigeant béninois Mathieu Kérékou. Cependant, l'assassinat de Robert Luong à Villeneuve-sur-Lot le 27 octobre 1979 alors que le couple Bongo est en France, débouche sur une affaire d'État durant l'ère giscardienne : Luong avait en effet travaillé comme peintre en bâtiment dans le palais présidentiel d'Omar Bongo à Libreville et était devenu l'amant de l'épouse de Bongo, Marie-Joséphine Bongo. Expulsé dans le Mystère 20 de Bongo le 16 janvier 1979, avec ordre de ne plus chercher à revoir la première dame du Gabon, Robert Luong avait continué à rencontrer sa maîtresse dans des palaces parisiens lors de la visite du couple présidentiel, alors qu'ils étaient surveillés par la Direction de la Surveillance du territoire et par Horus, la société de surveillance de Bob Denard. La procédure judiciaire étant vouée à ne pas aboutir, l’association des amis du Gabon verse en 1981 une compensation financière d'un million de francs à la veuve Luong et à la sœur de Robert.
François Mitterrand donne, lui aussi, de sérieux gages à son homologue gabonais en renvoyant, à la demande d'Omar Bongo, son ministre de la Coopération, Jean-Pierre Cot, coupable d'œuvrer à la fin de la « Françafrique » en tentant de déstabiliser les réseaux de Jacques Foccart,. Surtout, François Mitterrand sauvegardera le pouvoir d'Omar Bongo en parachutant les paras français sur Libreville lors de la révolte de 1990. 
Par la suite, l'amitié de Bongo avec Jacques Chirac, palpable dès les années 1970, ne se dément pas de 1995 à 2007.   
Nicolas Sarkozy, quant à lui, rencontre Omar Bongo à l'occasion de la campagne présidentielle de 2007 afin de recueillir les bons conseils d'un homme d'expérience, à en croire le maître du Gabon. Au cours de cette campagne, Omar Bongo s'entretient aussi avec François Bayrou, ainsi qu'avec Jean-Marie Le Pen.
À peine élu, le 7 mai 2007, Nicolas Sarkozy l'appela pour le remercier de « ses bons conseils », puis le reçut à l'Élysée, et ordonna à tout son gouvernement de passer saluer le doyen des « amis de la France ». Deux mois plus tard, l'amitié entre Nicolas Sarkozy et Omar Bongo se confirma, puisque c'est Libreville que le président français choisit pour clore sa première tournée africaine, le 27 juillet 2007. La semaine précédente, il avait obtenu un accord du Club de Paris qui allégeait d'au moins 15 % la dette gabonaise. Cependant, à partir de 2008, ses relations avec l'Élysée se détériorèrent à la suite de plusieurs plaintes déposées contre lui en France et il ne cacha pas sa déception vis-à-vis de Nicolas Sarkozy, qu'il soupçonnait de vouloir le déstabiliser.
Pour Omar Bongo « L'Afrique sans la France, c'est la voiture sans le chauffeur. La France sans l'Afrique, c'est une voiture sans carburant. »
Il est aussi considéré comme le responsable du déplacement de Jean-Marie Bockel (secrétaire d'État à la Coopération et à la Francophonie) au poste de secrétaire d'État aux Anciens Combattants, à la suite des propos de celui-ci souhaitant « signer l'acte de décès de la Françafrique » « despotique et corrompue »,,,.
Durant ses plus de quarante ans de pouvoir, Omar Bongo est un des principaux relais de la politique dite de la « Françafrique », définie par François-Xavier Verschave, où s'entremêlaient raison d'État, lobbies et réseaux politico-affairistes,.
Sur ses relations avec la France, Omar Bongo répondant à une question d'un journaliste qui disait : « Monsieur le Président, il paraît que la France veut vous lâcher ! », répondit : « Si la France me lâche, je lâche la France ». Comme pour dire que la relation entre le « riche » Gabon et le « colon » France était une relation d'égal à égal. D'après une note diplomatique de l'ambassade américaine à Libreville, qui « n'est pas en mesure de vérifier la véracité de l'accusation », Omar Bongo aurait détourné 30 millions d'euros de la Banque des États de l’Afrique centrale (BEAC) et aurait utilisé une partie de ces fonds pour financer le Parti socialiste et l'Union pour un mouvement populaire, en particulier de Jacques Chirac,. Le trésorier du PS et le porte-parole de l'UMP ont nié que leurs partis aient touché de l'argent. Pour le site d'information Rue89, ce câble diplomatique ne « fait que confirmer » l'ampleur du circuit de corruption de la présidence gabonaise vers les milieux politiques français.
Selon l'ancienne juge française anti-corruption Eva Joly, Omar Bongo avait bien servi les intérêts de la France et des hommes politiques français, mais pas les Gabonais, soulignant que malgré un PIB équivalent à celui du Portugal, le Gabon ne construisait que 5 km de routes par an et possède un des taux de mortalité infantile parmi les plus élevés au monde.

## Relations diplomatiques

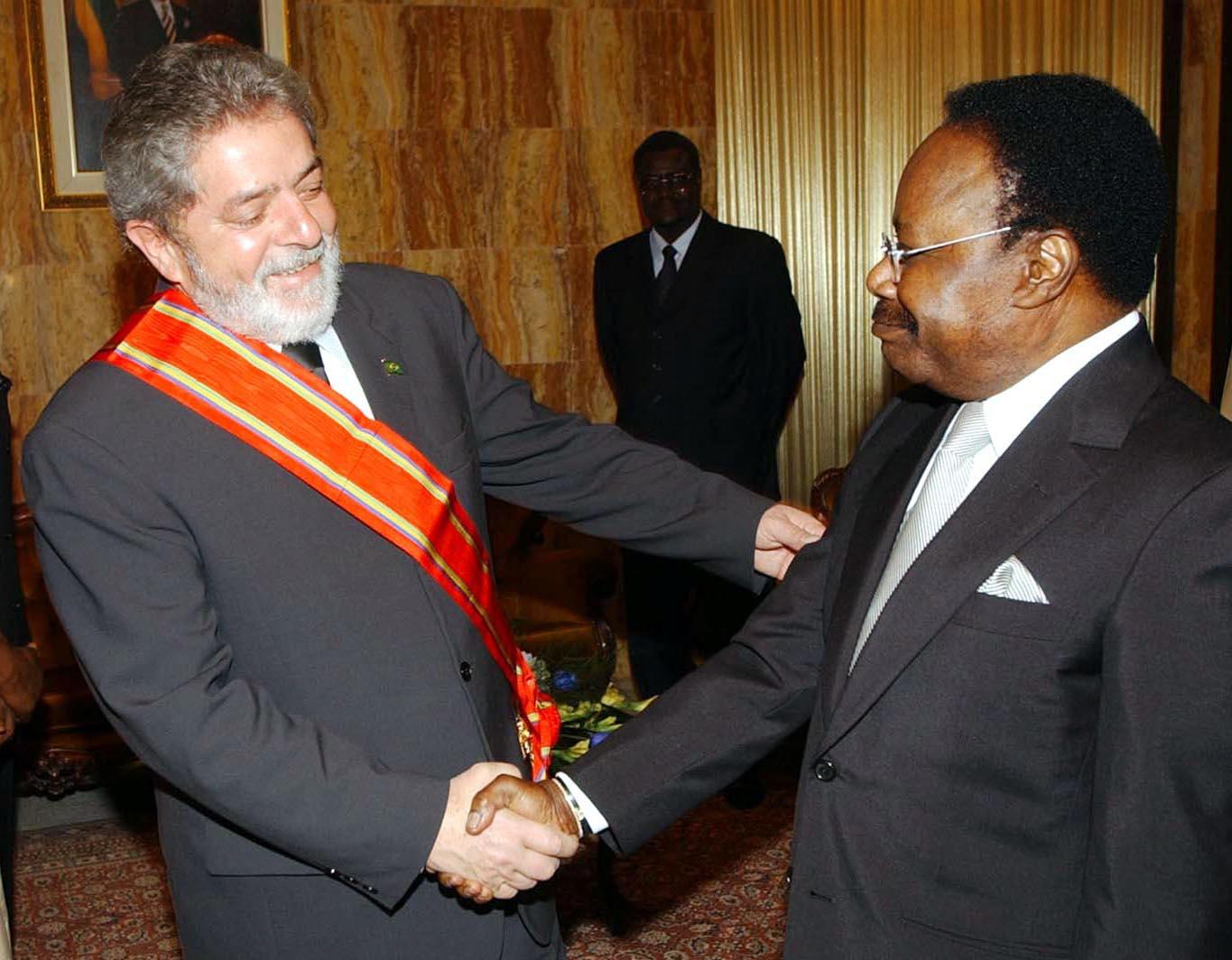
Omar Bongo avec Luiz Inácio Lula da Silva en 2004.

En 1973, Omar Bongo arrime le Gabon à l'organisation pétrolière OPEP afin de maximiser les rendements produits par l'industrie pétrolière gabonaise. 
Selon le magazine Jeune Afrique[réf. à confirmer], à partir des années 1980, Omar Bongo, considéré comme un « sage » du continent africain, met à profit son expérience politique en se proposant comme médiateur dans divers conflits, aussi bien entre États africains, qu'internes à un État particulier. Ainsi, en 1988, il organisa à Libreville une rencontre entre le président angolais José Eduardo dos Santos et le dirigeant congolais Denis Sassou Nguesso, dont les pays respectifs sont en guerre depuis treize ans, rencontre qui aboutit à un traité de paix historique. En Afrique du Sud, Bongo ne ménage pas son soutien à Nelson Mandela, alors en lutte contre le régime de l'apartheid[réf. nécessaire]. En 1997, il tente en vain, au Zaïre, de réconcilier Mobutu et Kabila. Depuis la fin des années 1990, il œuvre à une réconciliation entre le Tchad et le Soudan. En 2008, il parvient à mettre un terme à une guerre civile qui durait depuis plusieurs années en Centrafrique en arrachant aux belligérants un « Pacte de réconciliation nationale ». Il échoue en revanche au Congo où se déroulait une terrible guerre civile entre son ami Sassou Nguesso et son autre ami Pascal Lissouba ; sommé de choisir son camp au nom de l'amitié, il s'en sort en aidant les deux combattants, ce qui n'a pas été bénéfique à la paix. 

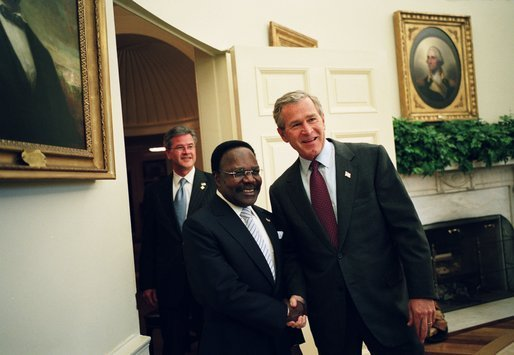
Omar Bongo avec George W. Bush en 2004.

Outre la France, Omar Bongo tissa également des relations politiques et économiques étroites avec le Maroc (il a été très ami avec le roi Hassan II), le Congo-Brazzaville et la Chine, et se lia d'amitié avec les présidents sénégalais Abdou Diouf et Abdoulaye Wade, le président éthiopien Meles Zenawi, l'ancien président malien Alpha Oumar Konaré, l'ancien président ghanéen John Kufuor, l'ex-président mozambicain Joaquim Chissano, le médiateur burkinabè des Nations unies au Darfour, Djibrill Bassolé, le président burkinabè Blaise Compaoré, le Guide libyen Mouammar Kadhafi, le président tchadien Idriss Déby, le président centrafricain François Bozizé, le président zimbabwéen Robert Mugabe, le président gambien Yahya Jammeh, le président togolais Faure Gnassingbé, ou encore le roi d'Espagne Juan Carlos.
En 2008, il parvint à faire élire son ami et compatriote Jean Ping à la tête de la Commission de l'Union africaine.

## Biens mal acquis
En 1997, le nom d'Omar Bongo apparaît dans l'affaire Elf, il est soupçonné d'avoir aidé le PDG d'ELF, Loïk Le Floch-Prigent, à renflouer la société Bidermann. La juge Eva Joly place sous séquestre un de ses comptes en Suisse.
Au cours des années 1998-1999, le Sénat américain enquêta sur les avoirs placés aux États-Unis par le président gabonais. Son rapport révèle que le montant des avoirs d'Omar Bongo, placés sur ses différents comptes bancaires à la Citibank, à New York, de 1985 à 1997, serait d'environ 130 millions de dollars. L'argent de ces comptes qui provenaient de revenus pétroliers aurait permis de financer la campagne électorale de 1993 du président Bongo, alors candidat à sa propre succession à la tête de l'État gabonais.
Selon un article du New York Times du 9 novembre 2005, il aurait versé 9 millions de dollars US en 2003 sur le compte d'une compagnie de Jack Abramoff, un lobbyiste américain, afin que celui-ci lui arrangeât un entretien avec le président des États-Unis George W. Bush. Il déclara quelques jours plus tard que cela était un « mensonge grossier » et qu'il allait porter plainte. Cette déclaration n'eut aucune suite.
En janvier 2008, le journal Le Monde révèle la liste des biens mal acquis supposés en France du président gabonais et de sa famille : plus de 33 appartements et hôtels particuliers, équivalant à plus de 150 millions d'euros. Ces informations sont issues de l'enquête de la police française qui faisait suite à la plainte déposée en mars 2007 à Paris par trois associations françaises (Survie, Sherpa et la Fédération des Congolais de la Diaspora) pour recel de détournements de fonds publics,. Cette plainte est d'abord classée sans suite, puis rebondit sous une nouvelle forme en décembre 2008. Le 5 mai 2009, la doyenne des juges du pôle financier de Paris, Françoise Desset, juge recevable cette plainte déposée en mars 2007 par Transparency International France et l'Association Sherpa visant Omar Bongo et deux autres chefs d'État africains Denis Sassou Nguesso (Congo-Brazzaville) et Teodoro Obiang (Guinée équatoriale) soupçonnés de posséder en France des biens immobiliers financés par de l'argent public détourné. Cette décision est prise contre l'avis du parquet qui disposait de cinq jours pour faire appel, ce qu'il finit effectivement par faire.
Le 13 février 2009, Omar Bongo Ondimba voit certains des comptes bancaires qu'il détient en France saisis par la justice française, conformément à une décision de la cour d'appel de Bordeaux. Cette décision intervient à la suite d'une affaire d'escroquerie aux dépens d'un chef d'entreprise français. Ce dernier, en différend commercial avec le président gabonais, a été emprisonné au Gabon en 1996, et sa famille a dû verser une somme de plus de 450 000 euros à Omar Bongo pour le faire libérer, versement « indu et soumis à restitution » selon la justice française,. À la suite de ces deux précédentes affaires le gouvernement gabonais a accusé la France de mener une « campagne pour déstabiliser » le pays,. Omar Bongo s'est en effet senti trahi car il avait bénéficié en France, durant des décennies, d'une forme d'immunité.
Le 30 mars 2009, une enquête est ouverte sur des comptes qui appartiendraient à Édith Bongo, épouse d'Omar Bongo et fille de Denis Sassou Nguesso, décédée le 14 mars 2009, soupçonnée d'avoir servi de prête-nom à Omar Bongo et Denis Sassou Nguesso auprès de plusieurs établissements bancaires, afin de dissimuler des capitaux provenant de détournements de fonds publics à Monaco, enquête qui fait suite au courrier de l'association Sherpa au prince Albert II et au procureur de Monaco demandant l'ouverture d'une information judiciaire et le gel des avoirs financiers à Monaco d'Édith Bongo.
La holding familiale s'appelle Delta Synergie et serait gérée par Jérôme Andjoua, petit-neveu d'Omar Bongo, sous la supervision de Pascaline Bongo.

## Famille
Omar Bongo eut de multiples relations féminines, réelles ou supposées, officialisées ou non, et aurait reconnu 53 ou 54 enfants, même s'il n'aurait été marié que deux fois civilement, avec Marie-Joséphine Kama et Édith Sassou Nguesso.
Son premier enfant connu, Pascaline Bongo Ondimba (1956-) est le fruit d'une idylle avec Louise Mouyabi Moukala, fille d'un ancien chauffeur du général de Gaulle, Mouyabi Moukala, alors que le jeune Albert (Omar après sa conversion à l'islam) n'avait que 19 ans et est un employé de poste. Diplômée de l'École nationale d'administration française, Pascaline Bongo Ondimba est sa directrice de cabinet et épouse de Paul Toungui, ministre d’État chargé des Affaires étrangères. Ses fréquents déplacements à Paris et à New York lui valent d'être considérée comme la « gestionnaire de la fortune paternelle ». Elle est également l'ancienne compagne de Jean Ping, candidat à l'élection présidentielle de 2016, avec qui elle a deux enfants.
En octobre 1959, il épouse Marie-Joséphine Kama (plus connue sous son nom d'artiste Patience Dabany), une chanteuse âgée de dix-huit ans qui lui donnera deux enfants : Ali Bongo (1959-) et Albertine Amissa Bongo (1961–1993), qui a donné son nom à une course cycliste internationale. Ali Bongo fut ministre de la Défense du Gabon de 1999 à 2009 et a succédé à son père à la présidence de la République en 2009.

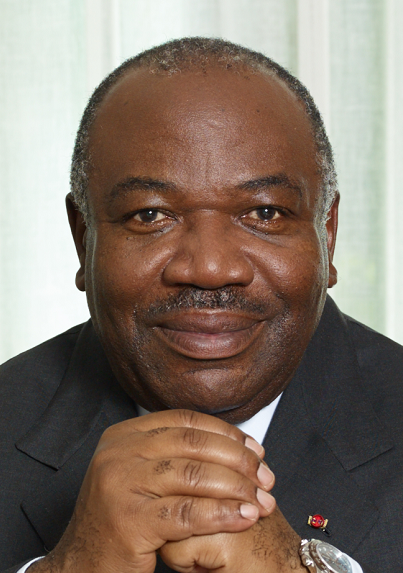
Ali Bongo en 2016.

Juste après son divorce avec Patience Dabany, il entame une idylle avec Chantal Myboto, la fille de Zacharie Myboto, membre du gouvernement de 1978 à 2001. Bien qu'ils ne se soient jamais mariés, ils ont eu une fille, Onaïda Maïsha Bongo Ondimba, en décembre 1990. Chantal Myboto se mariera avec Paul-Marie Gondjout, une figure de l'opposition.
Il se marie religieusement en 1987 avec la ressortissante mauricienne Zainab Peeroo, alors âgée de 17 ans, dont la tante travaillait au palais présidentiel et avec laquelle il a eu deux fils, Ahmed et Yusuf Bongo (nés vers 1991 et 1993),.
Le 4 août 1990, Omar Bongo épousa Édith Sassou Nguesso, la fille aînée du président congolais Denis Sassou Nguesso. De cette union naquirent deux enfants : Yacine Queenie Bongo Ondimba (1991) et Omar Denis Junior Bongo (1994).

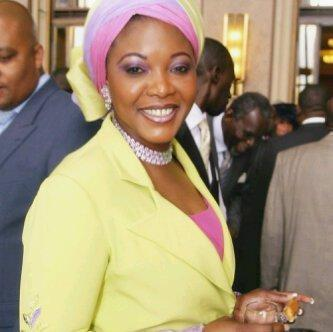
Édith Bongo (ici en 2006), Première dame du Gabon de 1990 à 2009.

Il eut deux enfants avec sa maîtresse Marie-Madeleine Mborantsuo, qu'il avait nommée à la tête de la Cour constitutionnelle, dont l'un est Fabrice Andjoua.
Parmi les autres enfants, on compte : 
- Anicet et Christian Bongo (1967)[63], fils de Cécilia Ndjave-Ndjoy (née Otouma Dabany), la sœur de sa première femme Marie-Joséphine Kama[54]
- Flore Bongo, l’une des filles d’Omar Bongo et d’Antoinette Diop, sœur de Mamadou Diop, qui a été secrétaire général de la Présidence de la République gabonaise ; le riche entrepreneur Edouard Valentin, le père de la femme d'Ali Bongo, Sylvia Valentin, se serait remarié avec Flore Bongo (faisant de lui à la fois le beau-père et le beau-frère d'Ali Bongo)[64]
- Hermine Diop Bongo, DG de la compagnie aérienne Nouvelle Air Affaires Gabon[62]
- Alex-Bernard Doliveira Bongo, secrétaire général de Gabon Telecom[62], Albert-Fabrice, Frédéric, Landry Mandji Bongo, Arthur (ancien pilote de l'avion présidentiel)[62], Alfred[52]
- Audrey, Jeff, Grâce, Nadine et Betty sont des enfants adoptés[65]
- Annick Onkonkwo[62]
- Agathe est née le 6 janvier 2009 d'Annie Chrystele Limbourg[54], secrétaire général adjoint du conseil des ministres pendant 16 ans
- Il eut également des enfants avec Gisèle Moubelet, sœur du ministre Pacôme Moubelet Boubeya, ou encore Denise Massard, sœur du ministre Étienne Massard[54].

Au fil de plus de quarante années de pouvoir ininterrompu, Omar Bongo a placé sa famille au cœur de l'État, qui est omniprésente dans le gouvernement gabonais comme dans l'administration, l'économie ou les médias. 
Dans ses dernières volontés, il a choisi de faire des deux aînés, Pascaline et Ali, les seuls légataires universels de son immense fortune. Il est évoqué aussi toutefois 55 héritiers impliqués pour un patrimoine entre 500 millions et trois milliards d'euros.

## Écrits
- Gouverner le Gabon, 1968
- Discours prononcé à l'occasion de la fête nationale du 17 août 1969, 1969
- Dialogue et participation, 1973
- Rénovation : pensées politiques, 1973?
- Pensée et action sociales, 1974
- Au service du Gabon, 1975
- Le Dialogue des nations : L'Afrique dans le nouvel ordre politique et économique mondial, 1980
- Le Réconciliateur : théâtre, 1977
- Le dialogue des nations, 1978
- Dix ans de pouvoir et de progrès, 1978
- Gouverner, c'est prévoir, 1979
- Réalités gabonaises : culture et développement, 1983
- Les années qui viennent, 1985
- El Hadj OMar Bongo par lui-même, 1986
- Le Nouvel élan, 1993
- Omar Bongo et Christian Casteran, Omar Bongo, les confidences d'un Africain : entretiens avec Christian Casteran, Albin Michel, 1994, 181 p. (ISBN 9782226075727)
- Omar Bongo, Les chances du Gabon pour l'an 2000, le chemin du futur, Libreville (Gabon), Multipress, 1998
- Omar Bongo, Blanc comme nègre : entretiens avec Airy Routier, Paris, Grasset, 2001, 313 p. (ISBN 9782246593218)